# Elac
Die ELAC Electroacustic GmbH ist ein 1926 gegründetes Unternehmen aus Kiel.
Der Name ist die Abkürzung des ursprünglichen und eigentlichen Firmennamens „ELECTROACUSTIC GmbH“. Die Ursprünge des Unternehmens liegen im Bereich der Unterwasserakustik, ab 1948 wurde dies durch den Bereich Tonabnehmer und Plattenspieler ergänzt. Seit 1984 produziert Elac Lautsprecherboxen.

## Geschichte

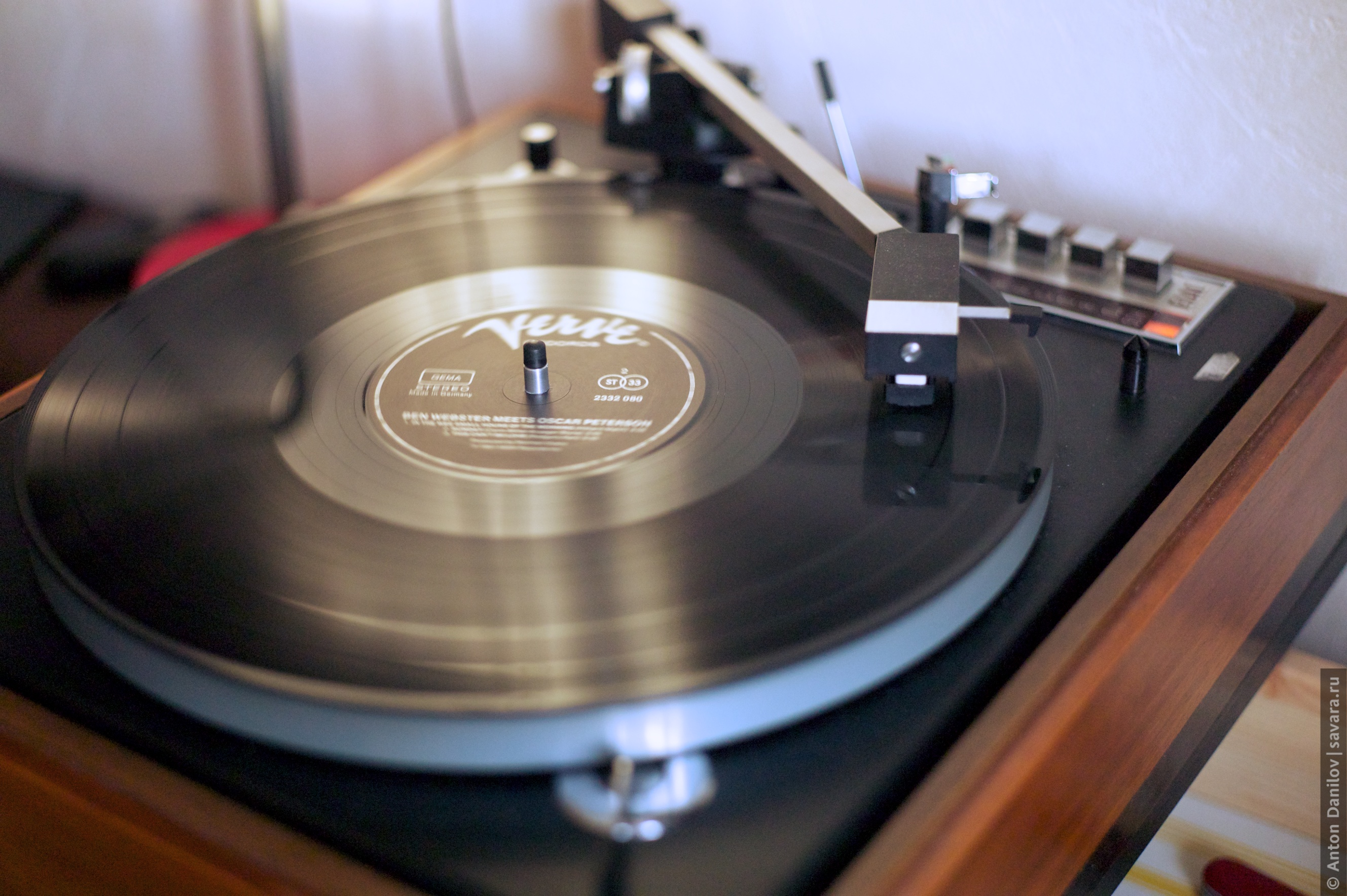
ELAC Miracord Plattenspieler

1899 Gründung des Unternehmens Neufeldt & Kuhnke, Kiel (später: Hagenuk), die 1906 von der deutschen Marine den Auftrag erhielt, Schallsender zu entwickeln, mit denen Morsezeichen ins Wasser gestrahlt werden können.

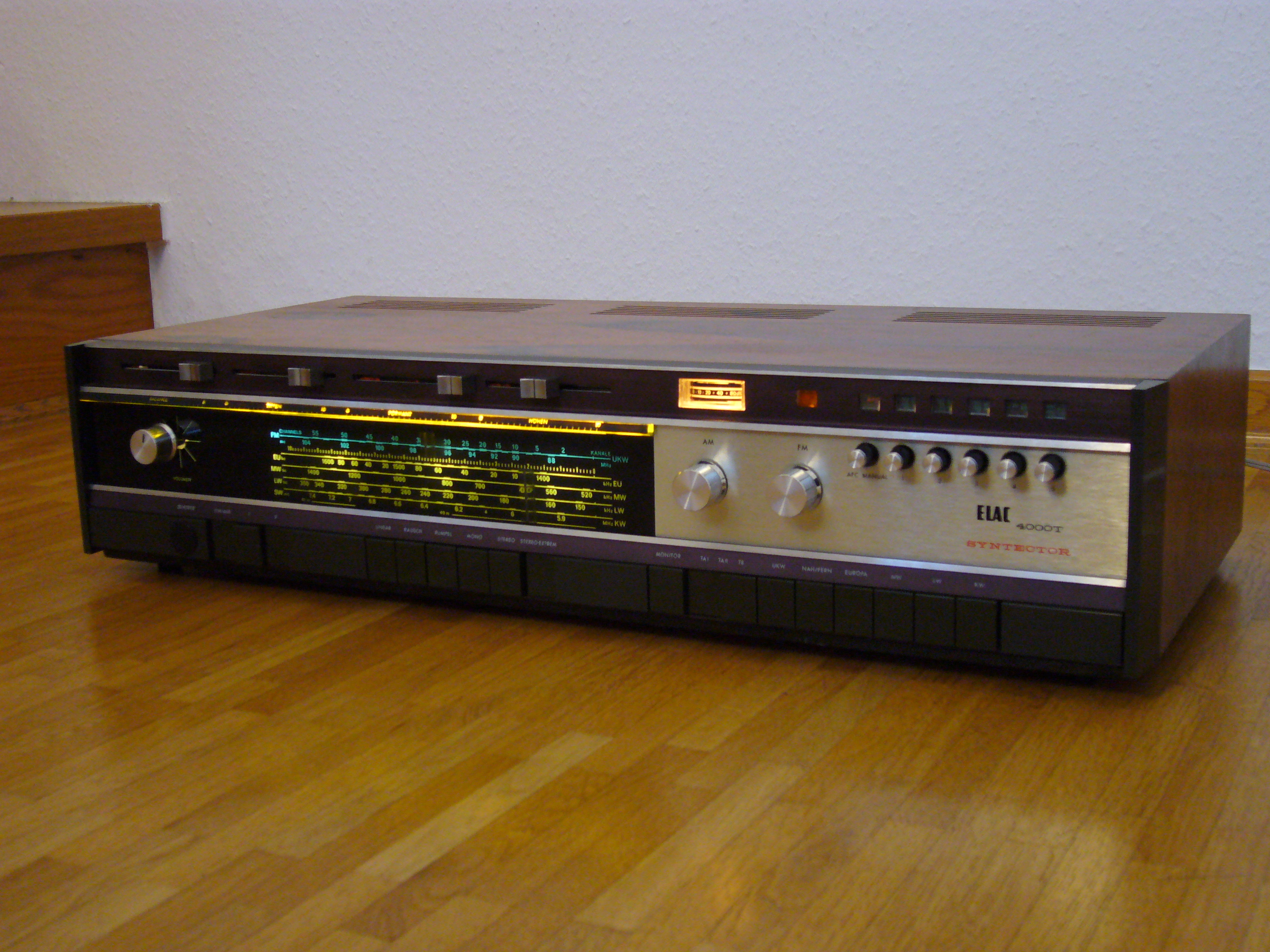
ELAC Receiver 4000T von 1969

1911 wird die Signal Gesellschaft mbH durch Neufeldt und Kuhnke gegründet zur Entwicklung von Wasserschallanlagen (ab 1926 Electroacustic GmbH). Am 1. September 1926 wurde im Amtsgericht Kiel die Unternehmensgründung der ELECTROACUSTIC GmbH eingetragen.

### Im Nationalsozialismus
Die Aufrüstung der Wehrmacht und Zweite Weltkrieg sorgten für kräftiges Wachstum bei dem Unternehmen, das sich auf Rüstungsgüter für die Kriegsmarine spezialisiert hatte. 4139 Beschäftigte an den Standorten Neumünster, Tallinn, Namslau und Marienwerder produzierten Unterwasserschalltechnik, feinmechanisches Kriegsgerät sowie Zünderelektronik für Minen.

#### Zwangsarbeit bei ELAC
Am Standort Goethestraße in Neumünster beschäftigte ELAC auch 939 Zwangsarbeiterinnen und Zwangsarbeiter. Diese lebten in verschiedenen, über die Stadt verteilten Unterkünften. Vertreten war ein gutes Dutzend Nationen. Die stärksten Kontingente stellten Frankreich, die Sowjetunion und Belgien. Wiederholt kamen Zwangsarbeiter bei Bombenangriffen ums Leben, so etwa 14 Russen am 6. November 1944.

### Nach 1945
Nach der bedingungslosen Kapitulation Deutschlands lag das Geschäft brach. Mit der Herstellung von Gebrauchsgegenständen wie Nähmaschinen, Luftpumpen und Autozubehör sicherte ELAC zunächst seine Existenz und die seiner Mitarbeiter. Die Währungsreform im Juni 1948 veränderte die Situation grundlegend; ein langanhaltender Wirtschaftsaufschwung (Wirtschaftswunder) begann. Am 14. Dezember 1948 wurde der erste ELAC-Plattenspieler fertiggestellt. 1956 zählte ELAC zusammen mit Dual und Perpetuum-Ebner zu den deutschen Plattenspielerherstellern von Weltgeltung. Als Nebenprodukt ließ ELAC in den 1970er Jahren zeitweise auch Uhrenradios und andere HiFi-Geräte herstellen. In den 1970er Jahren verließen bis zu eine Million Plattenspieler jährlich die Fabrikhallen und etwa 3.000 Menschen arbeiteten bei ELAC.
Wenngleich ELAC auch Produkte von Herstellern wie Sony in Deutschland vertrieb, führte auch der zunehmende Wettbewerb mit fernöstlichen Unternehmen der Unterhaltungselektronik 1978 zum Konkurs. Danach wurde das Unternehmen in zwei Teile gespalten: Den Nautikbereich übernahm das amerikanische Unternehmen Honeywell, dann der amerikanische Konzern L3 Communications. Im Juni 2015 wurde dieser Bereich von der finnischen Wärtsilä Corporation übernommen. Wärtsilä verkaufte das Unternehmen mit zuvor 127 Mitarbeitern Ende 2019 an die börsennotierte britische Firma Cohort.
Aus dem Phonobereich ging das Unternehmen ELAC Ingenieurtechnik GmbH hervor, das sich einerseits mit Unterhaltungselektronik, andererseits mit der Herstellung von Industrierobotern beschäftigt. 1981 ging man erneut Pleite. Aus der Konkursmasse entstand die ELAC Phonosysteme GmbH, die sich seither auf HiFi-Produkte und später auch auf Lautsprecherboxen beschränkt. Seit Juli 1997 stellt ELAC nur noch Lautsprecher her. Seit September 1998 existiert die Firma als ELAC Electroacustic GmbH.
Am 1. Juli 2016 kehrte ELAC in die Fraunhoferstraße 16 zurück, an der sie bis 1978 auf dem heutigen Gelände des Wissenschaftsparks und der Universität ansässig war. Das Unternehmen beschäftigte 2017 rund 40 Mitarbeiter. Die Einstiegsserien werden größtenteils in China produziert. Andere Lautsprecherserien werden in Handarbeit am Standort in Kiel montiert.